# Zoo de Bojnice
Le Zoo de Bojnice (slovaque : Bojnická zoologická záhrada) a été créé le 1er avril 1955. Actuellement (en 2012), le zoo a une superficie de 41 ha avec 414 espèces et 2268 individus. C'est le zoo le plus ancien de Slovaquie et plus le important en nombre d'espèces présentées.